# Ștefan Aconțiu Kövér
Ștefan Aconțiu Kövér (n. 1740, Gheorgheni, Principatul Transilvaniei – d. 1824, Veneția, Imperiul Austriac) a fost un călugăr armean din Transilvania, stareț al mănăstirii venețiene San Lazzaro degli Armeni.
Cardinalul Leonardo Antonelli l-a hirotonit arhiepiscop titular în data de 3 iunie 1804.